# Rudolf von Nettelbladt

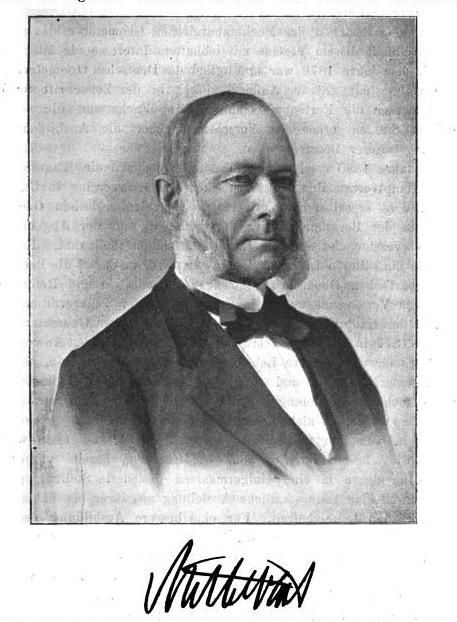
Rudolf von Nettelbladt

Rudolf Otto Gerhardt Freiherr von Nettelbladt, auch Rudolph (26. November 1814 in Güstrow; † 17. Februar 1898 in Schwerin) war ein deutscher Verwaltungsjurist und Kammerpräsident in Mecklenburg-Schwerin.

## Leben
Rudolf von Nettelbladt entstammte dem freiherrlichen Zweig der ursprünglich Rostocker Familie Nettelbladt und war ein Sohn des Oberappellationsgerichtsrats Christian (Carl Friedrich Wilhelm) von Nettelbladt aus dessen 1813 geschlossener dritter Ehe mit Eva Wilhelmine Elisabeth Hedwig, geb. von Pressentin (1793–1831) sowie Neffe des Universitätsbibliothekars Christian Erhard von Nettelbladt.
Er wuchs in Parchim auf und besuchte das Friedrich-Franz-Gymnasium (Parchim). 1834 begann er sein Studium der Rechtswissenschaften an der Universität Göttingen und wurde dort Mitglied des Corps Vandalia Göttingen. An der Universität Heidelberg ist er 1836 als Mitglied des Corps Vandalia III Heidelberg nachgewiesen. 1837 beendete er sein Studium an der Universität Rostock. Nach Ablegung des Juristischen Examens trat er am 11. Januar 1842 in den Verwaltungsdienst des Großherzogtums Mecklenburg-Schwerin und wurde zunächst Auditor beim Amt Ribnitz. Bis 1856 war er in verschiedenen Amtsverwaltungen tätig. Anfang 1856 wurde er als Hülfsarbeiter in das Ministerium des Innern in Schwerin berufen, seine Ernennung zum Ministerialrat erfolgte bereits am 24. Dezember 1856. 1859 wurde er Kammerrat und Mitglied des großherzoglichen Kammer- und Forstkollegiums. 1867 erfolgte seine Beförderung zum Geheimen Kammerrat; 1872 wechselte er als Ministerialdirektor in das Finanzministerium. Ostern 1875 wurde er als Kammerpräsident mit der Leitung des Kammer- und Forstkollegiums betraut, der damaligen oberen Behörde für die Verwaltung des Domaniums und der Forsten. In dieser Stellung verblieb er bis zu seiner Versetzung in den Ruhestand am 1. Oktober 1893 nach über 50 Jahren Tätigkeit im Verwaltungsdienst von Mecklenburg-Schwerin. 
Sein besonderes Interesse galt dem Geometer-Wesen. Er war Gründungsmitglied des Mecklenburgischen Geometervereins und seit 1879 Mitglied des Deutschen Geometervereins. Er setzte sich für die Organisation und Reform des öffentlichen Vermessungswesens ein, erreichte zum 1. Juli 1888 eine feste staatliche Anstellung aller Landmesser im staatlichen Auftrag in Mecklenburg und initiierte eine einheitliche Ausbildungs- und Prüfungsordnung der Geometer im Deutschen Reich. 1884 organisierte er die Hauptversammlung des Deutschen Geometervereins in Schwerin.
Seit dem 23. Mai 1848 war er verheiratet mit (Maria) Therese (Babette), geb. Hähnel (1818–1861).

## Ehrungen
- 1892: Ehrenmitglied des Deutschen und des Mecklenburgischen Geometervereins
- 1892: Titel Exzellenz
- Großkomtur des Hausordens der Wendischen Krone
- Königlicher Kronen-Orden (Preußen) II. Klasse mit Stern